# De Haar (Berkelland)
De Haar is een buurtschap in de gemeente Berkelland, in de Nederlandse provincie Gelderland. De buurtschap valt formeel onder Ruurlo.
De buurtschap draagt de naam dankzij de boerderij "De Haar" aan de Haarweg 3. Deze boerderij bestaat niet meer. De kern van de buurtschap is klein. Feestelijkheden worden tegelijk gehouden met feestelijkheden van naastgelegen buurtschap De Bruil.
Hoofdplaats: Borculo       Dorpen: Beltrum · Eibergen · Geesteren · Gelselaar · Haarlo · Neede · Noordijk · Rekken · Rietmolen · Ruurlo

Buurtschappen: Avest · Brammelerbroek · Brinkmanshoek · Broeke · De Bruil · Dijkhoek · De Haar · Heure · Heurne (deels) · Holterhoek · Hoonte · De Horst · Hupsel · Kisveld · Kulsdom · Leo-Stichting · Lintvelde · Lochuizen · Loo · Mallem · Nederbiel · Noordijkerveld · Olden Eibergen · Oosterveld · Overbiel · Respelhoek · Ruwenhof · Schependom · Spilbroek · Veldhoek (deels) · Waterhoek · Zwilbroek

Voormalige gemeenten: Beltrum · Borculo · Eibergen · Geesteren · Neede · Ruurlo